# Шестаков Михайло Денисович
Михайло Денисович Шестаков (03.11.1907, Мінська область — 12.05.1942, Харківська область) — командир 1-го танкового батальйону 36-ї танкової бригади 38-ї армії Південно-Західного фронту, капітан. Герой Радянського Союзу.

## Біографія
Народився 3 листопада 1907 року в селі Нача нині Крупського району Мінської області у родині залізничника. Білорус. Із 1916 року навчався в неповній середній школі, після її закінчення працював ремонтником на залізниці. У 1927 році закінчив Борисовський сільськогосподарський технікум. Працював агрономом.
У Червоній армії з 1928 року. Закінчив Об'єднану Білоруську військову школу імені ЦВК БРСР у 1931 році. Із 1931 року — командир взводу 24-го стрілецького полку Білоруського військового округу. У 1932—1933 роках пройшов навчання на курсах удосконалення командного складу в Москві. Із 1933 по 1937 роки командував танковим взводом, а потім танковою ротою в 4-тій окремій танковій бригаді Білоруського військового округу, потім відбув на навчання. Член ВКП (б) із 1935 року. У 1936 році закінчив командні курси при Військовій академії механізації та моторизації РСЧА імені Й. В. Сталіна. У серпні 1937 року М. Д. Шестаков звільнений у запас. Працював техніком-машинознавцем на підприємствах Мінська.
У квітні 1939 року відновлений в кадрах Червоної армії та призначений командиром навчальної роти в 18-ту легку танкову бригаду, з серпня 1939 року — помічник начальника 1-ї частини штабу 43-ї автобронетанкової бригади.
Учасник радянсько-фінської війни 1939—1940 років, командир автобронетанкового батальйону 43-ї автобронетанкової бригади Білоруського військового округу. У складі батальйону був направлений на фронт радянсько-фінської війни 1939—1940 років, брав участь у боях. У червні 1940 року призначений начальником штабу 7-го розвідувального батальйону 7-ї танкової дивізії. Із 15 червня 1941 року — начальник штабу 100-го танкового полку 50-ї танкової дивізії.
Учасник німецько-радянської війни з липня 1941 року. У складі дивізії прибув на Західний фронт на початку липня, брав участь у боях під Бобруйськом і Могильовом. Із серпня 1941 року в тій же дивізії на Брянському фронті воював під Гомелем і Брянськом. Із листопада 1941 року — командир танкового батальйону 36-ї танкової бригади на Південно-Західному фронті. За подвиги у важких оборонних боях літа і осені 1941 року двічі представлявся до нагородження орденом Червоного Прапора, але накази загубилися десь у штабах. Сім'я М. Д. Шестакова загинула в перші дні війни в Білостоці.
Командир 1-го танкового батальйону 36-ї танкової бригади капітан Михайло Денисович Шестаков особливо відзначився в Харківській битві в травні 1942 року.
12 травня 1942 року рано вранці РСЧА почала наступ на вермахт із двох напрямків: з Барвінкового і Вовчанська-Салтова (із Салтівського плацдарму на правобережжі Сіверського Донця) — з метою оточити окупований німцями 24-25 жовтня 1941 року Харків. Простір між Непокритим-Перемогою-Терновою стало місцем запеклих боїв.
Місцевість перед перетворенням німцями на головний опорний пункт під Непокритим (на схід від села) і саме село стали місцем кровопролитних боїв. Непокрите було вузловою точкою німецької оборони в березні-травні 1942 року вздовж річки Велика Бабка; в ньому розташовувався штаб 294-ї Саксонської піхотної дивізії вермахту.
12 травня, у перший день радянського наступу на Харківському напрямку танковий батальйон капітана Шестакова з ходу форсував річку Велика Бабка, захопив два вузли ворожого опору біля села Непокрите і взяв полонених.
При відбитті контратаки противника вогнем із танка капітан М. Д. Шестаков знищив чотири німецьких артилерійських гармати із розрахунками. Загинув у цьому бою.
Указом Президії Верховної Ради СРСР «Про присвоєння звання Героя Радянського Союзу начальницькому складу Червоної армії» від 5 листопада 1942 року за «зразкове виконання бойових завдань командування на фронті боротьби з німецькими загарбниками і проявлені при цьому відвагу і героїзм» капітану Шестакову Михайлу Денисовичу було присвоєно посмертно звання Героя Радянського Союзу.
Похований у селі Непокрите (із 1968 — Шестакове) Вовчанського району Харківської області.

## Пам'ять
- В 1968 році село Непокрите, де загинув Шестаков, було перейменовано на Шестаково на честь командира танкового батальйону 36-ї танкової бригади РСЧА, який загинув 12 травня 1942 року в бою за село.
- Ім'я Героя носить Унецька середня школа Брянської області.